# La Gilda
La Gilda es una localidad argentina ubicada en el departamento Río Cuarto de la Provincia de Córdoba.
Se encuentra sobre la ruta provincial 280, 12 km al Sudeste de la ciudad de Río Cuarto.
La localidad nació en 1902, cuando se inauguró la estación La Gilda del ferrocarril, que tomó el nombre de Gilda Escobar, propietaria de una estancia cercana. Tuvo su mayor auge a mediados del siglo XX, cuando el ferrocarril que iba desde La Carlota a Río Cuarto paraba en este lugar 2 veces al día para cargar cereales. En ese entonces contaba con surtidor de combustible, dos clubes, casa de remates, feria, comisaría, una fábrica de carros, 2 templos católicos, comercios y un matadero que faenaba 70 animales por día; las fiestas patronales de la Virgen del Carmen congregaban gran número de personas. El uso de silos comenzó a expulsar población que trabajaba en la estiba de silos, hasta quedar prácticamente despoblado. El templo católico y el Club Recreativo Gildense casi no se utilizan.

## Población
Cuenta con 101 habitantes (Indec, 2010), lo que representa un incremento del 44% frente a los 70 habitantes (Indec, 2001) del censo anterior.
| Gráfica de evolución demográfica de La Gilda entre 1991 y 2010 |
|                                                                |
| Fuente: Censos nacionales del INDEC                            |